# Richard Glot
Pour les articles homonymes, voir Glot.
Richard Glot, né à Paris le 13 juillet 1740, et mort à Versailles le 27 septembre 1820, est un céramiste, graveur et homme politique français.

## Biographie
Il épouse Marie-Geneviève Saugé à Sceaux (Hauts-de-Seine) le 8 mai 1764.

### Le céramiste
Le 29 août 1772, Richard Glot, alors écuyer fourrier du logis du roi, qui est bien à la cour du comte d'Eu (mort en (1775) est également un proche du nouveau seigneur de Sceaux le duc de Penthièvre, achète la manufacture de Sceaux au chimiste Jacques Chapelle. Le duc de Penthièvre, Louis Jean Marie de Bourbon, fils du comte de Toulouse et neveu du duc du Maine, devient son protecteur et lui passe de nombreuses commandes pour ses châteaux, dont le château d'Anet. Les pièces de faïence de cette époque portent la marque « SX » (Sceaux) ou « SP » (Sceaux-Penthièvre) avec ou sans l'ancre. En 1776 il devient le fondé de procuration du duc, une grande amitié les lie, ce qui explique la protection de ce seigneur et le développement de la manufacture. En effet un rapport de 1773 place cette manufacture en tête de celles de la généralité de Paris. Cette même année, le sculpteur Jean Baptiste Mô vient travailler à Sceaux. Il va tenter une petite production de porcelaine tendre.

#### Marques
- « SCEAUX » au pochoir bleu.
- « S.X. », marque déposée par Glot le 12 juillet 1773 devant le lieutenant général de police conformément à l'arrêt du 17 février 1766 obligeant tout entrepreneur à peindre, graver ou imprimer sa marque au revers de chaque pièce ou ses initiales ou la marque qu'il aura choisi.
- certaines sont marquées de l'ancre, rappelant que Penthièvre était grand amiral de France.
- « G.S », Glot à Sceaux, sur un seul pot à pharmacie.

### Le graveur
Richard Glot est l'auteur de la gravure au burin des dessins et cartes de l'ingénieur-géographe Eustache Hérisson publiés dans l’Atlas de poche de géographie universelle (1799), l’Atlas biblique (1804), l’'Atlas du dictionnaire de géographie universelle, ancienne, du Moyen Âge et moderne (1806), la Nouvelle carte générale et détaillée de l'Europe (1808), le Nouvel atlas de la bible (1809), le Nouvel atlas portatif, contenant la géographie universelle, ancienne et moderne (1810).

### L'homme politique
En 1786, Vergennes, ministre de Louis XVI, avait signé un contrat de commerce peu avantageux pour la France en acceptant le libre échange entre la France et l'Angleterre, celle-ci exportant abondamment ses produits faïenciers outre-Manche. Richard Glot prend la défendre des intérêts des faïenciers français devant l'Assemblée nationale.
Le 12 août 1787, celui-ci intègre la municipalité de Sceaux-Penthièvre avec huit autres membres, le syndic est l'artiste-peintre Champin. Les décrets du 14 décembre 1789 prévoient des élections où Richard Glot est élu au premier tour de scrutin comme maire de la ville de Sceaux (alors dans le département de la Seine (département)) et chef du corps municipal. En 1790, on lui demande des comptes sur sa gestion et il apparaît qu'il couvre de ses deniers certaines des dépenses de la municipalité sans en réclamer le remboursement. Il se démet de ses fonctions de maire pour devenir administrateur du département, membre du Directoire et réélu d'emblée par le choix des électeurs de Paris.
Il est tout de même arrêté en l'An II, mais le bataillon de Gardes nationaux dont il est le commandant, ainsi que le conseil général interviennent en sa faveur et il est remis en liberté. Sceaux a pris le nom de Sceaux l'Égalité le 13 octobre 1793. Dégouté, Glot vend l'ensemble de ses biens à Pierre Antoine Cabaret l'année suivante (1794) et se retire à Versailles. Nommé conseiller de préfecture du département de Seine-et-Oise le 19 mars 1800, il exerce cette fonction administrative jusqu'à sa mort, survenue le 27 septembre 1820.

## Œuvres dans les collections publiques
- Besançon, musée des beaux-arts et d'archéologie.
- Paris :
  - musée de arts décoratifs ;
  - musée du Louvre.
- Saumur, musée de Saumur[Lequel ?] : Statuette polychrome, 1772.
- Sceaux, musée de l'Île-de-France : biscuit, 1776, marqué « SX ».
- Sèvres, musée national de Céramique.
- Strasbourg, musée des arts décoratifs.